# ساتو ماکوتو
ساتو ماکوتو (انگلیسی: Makoto Satō؛ ۱۸ مارس ۱۹۳۴ – ۶ دسامبر ۲۰۱۲) یک هنرپیشه اهل ژاپن بود.
از فیلم‌ها یا برنامه‌های تلویزیونی که وی در آن نقش داشته است می‌توان به چوشینگورا: هانا نو ماکی، یوکی نو ماکی اشاره کرد.